# Bernardo da Silveira Pinto da Fonseca
Bernardo da Silveira Pinto da Fonseca, 1. Visconde da Várzea (* 1780 in Várzea de Abrunhais, Lamego; † Mai 1830) war ein portugiesischer Offizier und Kolonialverwalter.

## Leben
Bernardo da Silveira Pinto da Fonseca war ein Sohn des Adligen João Brum da Silveira Pinto da Fonseca und dessen Gattin Isabel Rita da Câmara Figueiredo e Castro. Er trat 1794 als Kadett in den Kriegsdienst ein und stellte 1796 auf eigene Kosten einen Schwadron Kavallerie auf. 1808 wurde er Major sowie 1809 Oberleutnant in der Lusitanischen Legion, die sein Schwiegervater und Vetter, Manuel da Pinto da Fonseca. Graf von Amarante, kommandierte. 1812 avancierte er zum Oberst und 1815 zum Brigadegeneral. Er ging in dieser Eigenschaft nach Rio de Janeiro und siegte 1816 und 1817 bei Pablo-Pars é Minas. 1818 wurde er Feldmarschall sowie im August 1819 letzter portugiesischer  Gouverneur und Generalkapitän von Maranhão. Er ließ Rio de Janeiro pflastern und Chausseen anlegen.
Bei der Revolution von 1820 blieb Silveira untätig. 1822 kehrte er nach Portugal zurück und wurde in die Cortes gewählt. Er erklärte sich 1823 für König Johann VI. gegen Dom Miguel und übernahm das Gouvernement von Beira Alta sowie das Kommando des Observationskorps von Alentejo. Im Juli 1823 erhielt er den Titel eines Visconde verliehen. 1826 ging er plötzlich zu den Insurgenten über, musste jedoch nach Spanien flüchten und lebte zu Valladolid, bis er unter Dom Miguel nach Portugal zurückkehrte. Er erhielt das Gouvernement von Porto, wo er bei der konstitutionellen Partei sehr beliebt war und Mai 1830 im Alter von etwa 50 Jahren starb. Sein Tod wurde einer Vergiftung durch Agenten Don Miguels zugeschrieben.